# ثنائية العقل والجسد

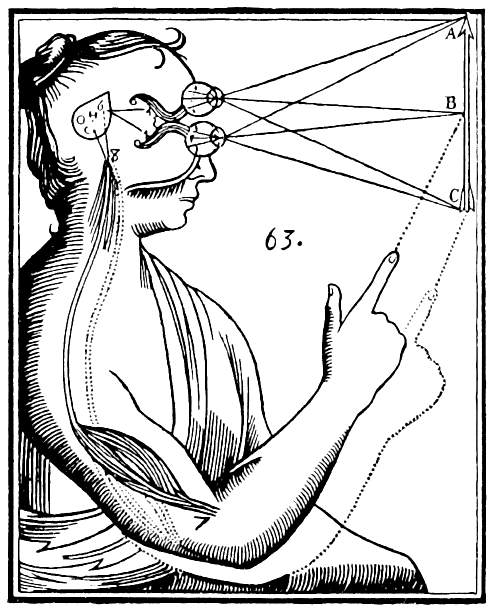
شرح رينيه ديكارت لثنائيته. تمر المدخلات من الحواس إلى في المخ، ومنه إلى الروح غير المادية.

في فلسفة العقل، الثنائية هي افتراض أن الظواهر العقلية، في بعض النواحي غير مادية، أو أن العقل والجسد غير متوائمين. وبالتالي، فإنها تشمل مجموعة من وجهات النظر حول العلاقة بين العقل والمادة، وتتناقض مع مواقف أخرى، مثل المادية في مسألة العقل والجسد.
أيد أرسطو وجهة نظر أفلاطون حول تعدد الأرواح المتراكبة بشكل هرمي، لتتوافق مع الوظائف المميزة للنباتات والحيوانات والبشر: الروح الغذائية للنمو والتمثيل الغذائي والتي يتشارك فيها الثلاثة، وروح الإدراك من متعة وألم ورغبة، التي تخص البشر والحيوانات فقط، وملكة العقل التي يتفرّد بها البشر فقط. بالتالي، رأى أرسطو أن الأرواح الثلاث تموت بموت الجسد المادي. أما أفلاطون، فرأى أن الروح ليست مرتبطة بالجسد المادي، واعتقد في التقمص، أي هجرة الروح إلى جسد مادي جديد.
توافقت الثنائية مع فلسفة رينيه ديكارت، الذي كان يرى أن العقل غير مادي. وقد عرّف ديكارت العقل بأنه الإدراك والوعي الذاتي، وميّزه عن الدماغ بأنه موضع الذكاء. لذا، فقد كان أول من صاغ مسألة العقل والجسد في صيغتها المعروفة اليوم. تتناقض الثنائية مع أنواع مختلفة من الواحدية. فثنائية المادة تتناقض مع كل أشكال المادية، بينما ثنائية الخواص يمكن اعتبارها شكل من أشكال المادية الناشئة. ونظرًا لعدم تواجدها في العلوم العصبية التي تخص مسألة العقل والجسد، التي هي قاطعة في دعم الثنائية أو الواحدية، نظرًا لعدم تمكن الماديين من تقديم رواية معقولة لكيفية إنتاج الأنظمة العصبية وعيها،
أشار الثنائيون والأحاديون إلى العلاقة بين المخ والعقل بأنها علاقة ارتباط، وتجنبوا إسناد السبب لأي منهما، رغم أن علم الأعصاب يميل إلى العمل في ظل الافتراضات المادية، والفلاسفة يميلون إلى الثنائية مع الحجج المؤيدة والمعارضة لكل شكل من أشكال الثنائية.

## نظرة تاريخية مجملة

### أفلاطون وأرسطو
صاغ أفلاطون نظريته الشهيرة في المُثُل، في محاورة فيدون، بوصفها ماهيات غير مادية متمايزة للأشياء والظواهر التي ندركها في العالم، والتي لا تمثل شيئًا سوى مجرد ظلال لتلك الماهيات. ويقدم أفلاطون المُثُل في محاورته بشكل واضح، بوصفها نماذج مثالية كونية، يمكننا فهم العالم عن طريقها. فيقارن أفلاطون في تشبيهه الشهير للكهف، بين الوصول إلى الفهم الفلسفي وبين الخروج إلى الشمس أو النور من كهف مظلم، إذ تُلقى ظلال خافتة مبهمة لكل ما يقع خلف هذا الكهف فوق حائطه. وليست مُثُل أفلاطون بالمادية ولا هي بالروحية أيضًا. فلا توجد في أي مكان أو زمان، ولكنها لا توجد في الذهن ولا تملأ المادة؛ فيُقال بدلًا من ذلك أن المادة تشارك في المُثُل. ومع ذلك يبقى ما كان يقصده أفلاطون غير واضحٍ بالضبط حتى بالنسبة إلى أرسطو.
حاجج أرسطو بشكل مطول ضد العديد من جوانب نظرية المُثل الأفلاطونية، مقدمًا مذهبه الخاص في الهيولية، إذ تتواجد فيه المادة والصورة معًا. وكان هدف أرسطو في خاتمة المطاف بالرغم من ذلك، هو تكملة نظرية المُثل بدلًا من رفضها. وبالرغم من رفض أرسطو القوي للوجود المستقل للمُثل الذي منحه لها أفلاطون، فإن مذهبه الميتافيزيقي يتفق بداهة مع اعتبارات أفلاطونية في كثير من الأحيان. فيُحاجج أرسطو على سبيل المثال، بأن المُثل (أو الصور الأرسطية) الجوهرية الخالدة التي لا تتغير، ليست مادية بالضرورة. وسبب ذلك أن المادة تقدم أساسًا مستقرًا للتغير في الصورة (المُثل)، فالمادة لديها قدرة دائمة على التغير. وبالتالي فإن الأبدية المفترض قيامها بذلك، سوف تستعمل تلك المقدرة بالضرورة.
وتعتبر دراسة النفس جزءًا من علم النفس الأرسطي، فيرى مقدرة البشر متمركزة في التعقل أو التفكير ومقدرة الحيوانات متمركزة في الإدراك. وتُكتسب في كلتا الحالتين النسخ الكاملة من الصور أو المُثل إما عن طريق انطباع الصور المحيطة بشكل مباشر، في حالة الإدراك، أو غير ذلك من خلال مَلَكة التأمل والفهم والتذكر. اعتقد أرسطو أن الذهن يمكنه حرفيًا افتراض أي صورة تكون موضعًا للتأمل أو التجريب، وللذهن قدرة فريدة على أن يصبح كالصفحة البيضاء لا يمتلك أي صورة أو شكل جوهري.

### من الأفلاطونية المحدثة إلى الفلسفة المدرسية
نشطت المدرسة الفلسفية للأفلاطونية المُحدثة في العصر القديم المتأخر، إذ زعمت أن ما هو مادي وما هو روحي عبارة عن انبثاق أو فيض عن شيء واحد. ومارست الأفلاطونية المحدثة تأثيرًا كبيرًا على الديانة المسيحية مثلما فعلت فلسفة أرسطو في الفلسفة المدرسية أو السكولاستية. فكانت النفس في التراث المدرسي الذي قدمه القديس توما الأكويني، والذي دمج عددًا من المذاهب الفلسفية مع العقيدة الرومانية الكاثوليكية، عبارة عن الصورة الجوهرية للكائن البشري.

### ديكارت وتلاميذه
بدأ ديكارت في كتابه «تأملات في الفلسفة الأولى»، في مسائلة معتقداته السابقة التي يمكن الشك فيها، من أجل الوصول إلى معتقدات يقينية مؤكدة. واكتشف بقيامه بذلك، أنه يمكنه الشك في كونه يمتلك جسدًا (فربما كان يحلم بذلك أو أن شيطانًا ماكرًا صوّر له هذا الخداع)، لكنه لم يستطع الشك في كونه يمتلك ذهنًا. منح ذلك ديكارت، معرفته المحدودة الأولى بأن الذهن والجسد عبارة عن أشياء مختلفة. فالذهن بالنسبة لديكارت عبارة عن شيء مُفكر، وجوهر غير مادي. وهذا الشيء هو ماهية نفسه التي تستطيع الشك والاعتقاد والأمل والتفكير. والجسد هو الشيء الموجود (أو الممتد)، إذ يُنظم الوظائف الجسدية الطبيعية مثل القلب والكبد. وتمتلك الحيوانات وفقًا لديكارت، جسدًا فقط دون نفسٍ (وهو الأمر الذي يميز البشر عن الحيوانات). ويناقش ديكارت هذا التمييز بين الذهن والجسد في التأمل السادس من كتابه، على النحو التالي: لديّ فكرة واضحة ومتميزة عن نفسي بوصفها شيئًا مفكرًا، وليس شيئًا ممتدًا، وفكرة واضحة ومتميزة عن الجسد بوصفه شيئًا ممتدًا وليس شيئًا مُفكرًا. والله قادرٌ على خلق ذلك، مهما يكون ما أستطيع تصوره بشكل واضح ومتميز. ويتمركز الطرح الذي يُسمى بالثنائية الديكارتية، نسبة إلى ديكارت، في أنه بينما يتمايز الذهن كجوهر غير مادي من الناحية الأنطولوجية عن الجسد كجوهر مادي، فإنهما يتداخلان معًا بشكل سببي. وتستمر تلك الفكرة في الظهور بشكل بارز في العديد من الفلسفات غير الأوروبية. فينتج من الأحداث الذهنية أحداثٌ مادية والعكس بالعكس. ولكن يؤدي ذلك إلى مشكلة جوهرية بالنسبة للثنائية الديكارتية وهي: كيف يمكن للذهن اللامادي أن يؤثر بأي شيء في الجسد المادي والعكس بالعكس؟ يُعرف ذلك أحيانًا باسم (مشكلة النظرية التفاعلية).
كافح ديكارت نفسه من أجل الوصول إلى إجابة ملائمة على تلك المشكلة. فاقترح في خطاب له إلى الأميرة إليزابيث من بوهيميا، أميرة البالاتين، أن الأرواح تتفاعل مع الجسد من خلال الغدة الصنوبرية، وهي غدة صغيرة توجد في مركز الدماغ بين نصفي الكرة المخيين. وارتبط أيضًا مصطلح الثنائية الديكارتية في أحيان كثيرة، مع ذلك المفهوم الأكثر تحديدًا للتفاعل السببي عن طريق الغدة الصنوبرية. ومع ذلك لم يكن هذا التفسير مرضيًا: فكيف يمكن للذهن اللامادي أن يتفاعل مع الغدة الصنوبرية المادية؟ ونتيجة لتلك الصعوبة في الدفاع عن نظرية ديكارت، فقد اقترح بعض أتباعه من أمثال أرنولد جونكلس ونيقولا مالبرانش، تفسيرًا مختلفًا: تتطلب كافة التفاعلات بين الذهن والجسد التدخل المباشر من الله. فالحالات الملائمة للذهن والجسد وفقًا لهؤلاء الفلاسفة، كانت مجرد مناسبات لمثل هذا التدخل وليست أسبابًا حقيقية. ودافع أصحاب هذا المذهب في المناسبة، عن أطروحة قوية ترى أن كل الأفعال السببية قد اعتمدت بشكل مباشر على الله، بدلًا من تدعيم القول بأن كل الأفعال السببية كانت طبيعية فيما عدا تلك التي بين الذهن والجسد.

### الصياغات المعاصرة
هناك نظريات جديدة تدافع عن الثنائية، إضافة إلى تلك النظريات التي نوقشت بالفعل وعلى وجه التحديد في صورتها المسيحية والديكارتية. فيُحاجج الفيلسوف الأسترالي دافيد تشالمرز (المولود في 1966) بشأن ثنائية طبيعانية، إذ يرى وجود فجوة تفسيرية بين الخبرة الذاتية والخبرة الموضوعية لا يمكن سدها عن طريق النزعة الردية (أو الاختزالية)، لأن الوعي على الأقل من الناحية المنطقية، له استقلال ذاتي عن الخصائص الفيزيائية التي تتبعه. فيتطلب المنظور الطبيعاني لثنائية الخواص وفقًا لشالمزر، فئة أساسية جديدة للخصائص الموصوفة عن طريق قوانين التابعية: فيكون التحدي مماثلًا لفهم الظاهرة الكهربية بناء على النماذج الميكانيكية والنيوتونية السابقة على ظهور معادلات ماكسويل.
ويدافع الفيلسوف الأسترالي فرانك جاكسون (المولود في 1943) بشكل مشابه عن الثنائية، فقد أعاد إحياء نظرية الظواهر اللاحقة (أو فوق-ظاهرية)، والتي ترى أن الحالات الذهنية لا تلعب أي دور في الحالات الفيزيائية. ويُحاجج جاكسون بشأن وجود نوعين من الثنائية. النوع الأول هو ثنائية الجوهر والتي تفترض وجود صورة ثانية غير مادية من الواقع. ويكون الجسد والروح في تلك الصورة، عبارة عن جوهرين مختلفين. والنوع الثاني هو ثنائية الخواص، والتي تقول بأن الجسد والروح عبارة عن خصائص مختلفة لنفس الجسد. فيزعم جاكسون أن وظائف الذهن أو الروح تتسم بكونها داخلية، خبرات شديدة الخصوصية لا يمكن للآخرين ملاحظتها، ومن ثمّ لا يمكن للعلم أن يصل إليها (حتى الآن على الأقل). فيمكننا أن نعرف كل شيء عن مهارة الخفاش في تحديد الموقع عن طريق الصدى على سبيل المثال، لكننا لن نعرف أبدًا كيف يواجه الخفاش تلك الظاهرة.